# Теорія грошей
Теорія грошей — економічна теорія, що вивчає вплив грошей на економічну систему. У науковій літературі, зазвичай, виділяють 4 основні теорії грошей: товарну, металістичну, номіналістичну та кількісну.

## Товарна (класична) теорія
Класична економічна теорія — напрям в економічній теорії, заснований А. Смітом.

## Металістична теорія
Металістична теорія — економічна теорія, за якою золото, як найбільш універсальний товар отримав суспільне визнання, як товар, у якому втілені суспільно-необхідні витрати праці.

«На думку багатьох учених позитивна роль золотого стандарту полягала в тому, що він забезпечував рівновагу платіжного балансу, не дозволяв розгортанню інфляційних процесів і тим самим не допускав виникнення фінансових криз».

## Номіналістична теорія
Купівельна спроможність грошової одиниці визначається її номіналом, тобто сумою, вказаною на монеті або банкноті. Тобто гроші є суто умовними номінальними знаками, вартість яких не залежить від матеріального змісту.

## Кількісна теорія грошей
Теорія говорить, що купівельна спроможність грошової одиниці і рівень цін визначаються кількістю грошей в обігу.

Поступово кількісна теорія грошей трансформувалася в монетаристичну концепцію сучасної економічної теорії.